# Extraprofit
Az extraprofit eredetileg marxista közgazdasági fogalom, ott az átlagprofitot meghaladó többletjövedelem, a különértéktöbblet megjelenési formája. A szabadversenyes kapitalizmusban az átlagosnál kedvezőbb feltételek között tevékenykedő termelők realizálhatják. Alapja lehet az átlagosnál fejlettebb technika, a pillanatnyilag kedvezőbb piaci helyzet és más változó tényezők. Szabad verseny esetén az extraprofit általában ideiglenes.
Az extraprofit a tőkés termelésben a technikai fejlődés legfontosabb hajtóereje.
Amennyiben a különlegesen kedvező termelési feltételeket egyes termelők monopolizálni tudják, akkor tartósan extraprofithoz juthatnak.
A monopolkapitalizmusban a monopóliumok működési területükről kiiktatják a szabad versenyt, ezért monopolista extraprofitot érnek el. Monopolista extraprofit az is, amikor egyes fejlett tőkés országok az elmaradottabb országokkal folytatott egyenlőtlen kereskedelem révén jutnak tartósan extraprofithoz. Ebből az extra jövedelemből a gyarmattartó országok tőkései magasabb jövedelmet tudtak juttatni hazai munkásosztályuk elitjének (munkásarisztokrácia) is.